# Toppmöte
Toppmöten är politiska konferenser med stats- och regeringschefer från flera olika länder.

## Toppmöten i urval
- Jaltakonferensen 1945
- FN-konferensen i San Francisco
- Reykjaviktoppmötet 1986
- Europeiska rådet ofta kallat EU-toppmötet, två gånger per år sedan 1961
- EU-toppmötet i Göteborg 2001
- Toppmötet i Slovakien 2005